# Back to the Light (singolo)
Back to the Light è un singolo del cantante britannico Brian May, pubblicato nel 1992, come terzo estratto dal primo album omonimo.

## Tracce
7"
1. Back To The Light (Radio edit) – 4:12
2. Nothin' But Blue (guitar version) – 3:50

CD singolo
1. Back To The Light (Radio edit) – 4:12
2. Back to the Light (versione album) – 4:59
3. Nothin' But Blue (guitar version) – 3:50

MC
- Lato A

1. Back To The Light (versione album) – 4:59
2. Nothin' But Blue (guitar version) – 3:50

- Lato B

1. Back To The Light (versione album) – 4:59
2. Nothin' But Blue (guitar version) – 3:50

## Formazione
- Justin Shirley-Smith  – co-produzione, Ingegneria del suono
- Richard Gray – design
- Jill Furmanovsky  – fotografia
- Brian May – produzione